# Paso del Ganado, Juan Rodríguez Clara
Paso del Ganado är en ort i Mexiko.   Den ligger i kommunen Juan Rodríguez Clara och delstaten Veracruz, i den sydöstra delen av landet, 400 km öster om huvudstaden Mexico City. Paso del Ganado ligger 41 meter över havet och antalet invånare är 397.
Terrängen runt Paso del Ganado är platt. Runt Paso del Ganado är det ganska glesbefolkat, med 27 invånare per kvadratkilometer. Närmaste större samhälle är Juan Rodríguez Clara, 16,7 km söder om Paso del Ganado. Omgivningarna runt Paso del Ganado är en mosaik av jordbruksmark och naturlig växtlighet.